# Bernried (Opper-Beieren)
Bernried is een dorp in het zuiden van Duitsland aan de Starnberger See. Dat is in Beieren. Het dorp ligt op de oever van het meer.
Het Museum der Phantasie ligt er tegen het meer aan. Het wordt meestal het Buchheim-Museum genoemd. De collectie van het museum is door Lothar-Günther Buchheim samengesteld, die in de Tweede Wereldoorlog oorlogsverslaggever op een Duitse onderzeeboot was.
Het heeft een spoorwegstation en de boot over de Starnberger See legt er aan.
- (de)  Veerdienst Starnberger See

Altenstadt ·
Antdorf ·
Bernbeuren ·
Bernried ·
Böbing ·
Burggen ·
Eberfing ·
Eglfing ·
Habach ·
Hohenfurch ·
Hohenpeißenberg ·
Huglfing ·
Iffeldorf ·
Ingenried ·
Oberhausen ·
Obersöchering ·
Pähl ·
Peißenberg ·
Peiting ·
Penzberg ·
Polling ·
Prem ·
Raisting ·
Rottenbuch ·
Schongau ·
Schwabbruck ·
Schwabsoien ·
Seeshaupt ·
Sindelsdorf ·
Steingaden ·
Weilheim i.OB ·
Wessobrunn ·
Wielenbach ·
Wildsteig